# Temple of the Dog
Temple of the Dog (en español: El Templo del Perro) fue una banda de grunge y del rock alternativo estadounidense formada en Seattle, Washington, en 1990 y disuelta en 1992. Fue concebida por el vocalista de Soundgarden, Chris Cornell, como tributo a su amigo fallecido, Andrew Wood, vocalista de Malfunkshun y Mother Love Bone. La alineación constaba del guitarrista Stone Gossard, el bajista Jeff Ament (ambos exmiembros de Mother Love Bone), Mike McCready como guitarrista líder, el baterista Matt Cameron y posteriormente Eddie Vedder se sumaría como segundo vocalista de la banda, después del fallecimiento de Andrew Wood.
La banda lanzó su único álbum, el homónimo Temple of the Dog, en abril de 1991 a través de A&M Records. A pesar de recibir buenas reseñas de los críticos en el momento de su lanzamiento, el álbum no fue reconocido totalmente por el público en general hasta 1992, cuando Vedder, Ament, Gossard y McCready tuvieron éxito con su banda Pearl Jam.
El 20 de julio de 2016 la agrupación anunció por primera vez una gira, en la que se conmemoró el 25 aniversario del lanzamiento de su álbum debut.

## Historia
Temple of the Dog comenzó gracias al líder de Soundgarden, Chris Cornell, quien había sido compañero de piso de Andrew Wood, vocalista de las bandas Malfunkshun y Mother Love Bone. Wood falleció el 19 de marzo de 1990 de una sobredosis de heroína, el mismo día en que Cornell regresaba de una gira. Cuando regresó a Europa pocos días después para seguir la gira, comenzó a componer canciones en tributo a su amigo. El resultado fueron dos canciones, "Reach Down" y "Say Hello 2 Heaven", que grabó nada más regresar de la gira.
El material grabado era lento y melódico; muy diferente musicalmente del rock agresivo de su banda Soundgarden. Es por eso que Cornell contactó con los antiguos compañeros de banda de Wood, Stone Gossard y Jeff Ament, quienes estaban aun pensando cómo seguir con Mother Love Bone, con la intención de editar las canciones como sencillos. Ament describió la colaboración como "una idea realmente buena en ese momento" para Gossard y él y que les puso en una "situación en la que podían seguir tocando y haciendo música". La alineación se completó con la adición del baterista de Soundgarden (y posteriormente de Pearl Jam) Matt Cameron y con el futuro guitarrista de Pearl Jam Mike McCready. Se denominaron Temple of the Dog como tributo a una línea de la canción de Mother Love Bone "Man of Golden Words".
La banda comenzó ensayando "Reach Down" y "Say Hello 2 Heaven" y otras canciones que Cornell había compuesto durante la gira anterior a la muerte de Wood, además de trabajar sobre algunas demos compuestas por Gossard, Ament y Cameron. Una de esas demos se convirtió en una canción que utilizaron dos bandas distintas; se grabó como "Footsteps" por Pearl Jam y como "Times of Trouble" por Temple of the Dog. También surgió la idea de versionar parte del material en solitario de Wood, aunque al final no llegó a ocurrir, ya que pensaron que podría hacer que la gente (incluyendo amigos y familia de Wood) pensase que la banda estaba "explotando su material".
El lanzamiento de un sencillo fue descartado rápidamente, ya que Cornell lo veía como una "idea estúpida", por lo que decidieron que sería mejor lanzar un EP o un álbum. El álbum se grabó en quince días, autoproducido por la banda. Gossard describió el proceso de grabación como una situación "sin presión ninguna", ya que no había grandes expectativas ni presión por parte de la compañía discográfica. Eddie Vedder, quien voló desde San Diego (California) a Seattle (Washington) para audicionar para Mookie Blaylock (que pasaría a llamarse finalmente Pearl Jam), acabó haciendo los coros y participando como vocalista en dos de las canciones del disco. Una de ellas, "Hunger Strike", se convirtió en un dueto entre Cornell y Vedder. Cornell estaba teniendo algunas dificultades con la canción en el momento en que llegó Vedder. Cornell después dijo que "cantó la mitad de la canción sin siquiera decirle dónde quería que fuese cada parte y cantó exactamente como yo pensaba hacerlo, de forma instintiva".
El álbum debut de la banda, también llamado Temple of the Dog, se lanzó el 16 de abril de 1991 a través de A&M Records y vendió inicialmente 70.000 copias en Estados Unidos. Ament recuerda que solicitaron poner una pegatina de Pearl Jam en la portada, ya que acababan de escoger el nombre y porque pensaban que "les vendría bien", pero les fue denegado. El disco recibió críticas generalmente positivas, aunque no entró en las listas de más vendidos. El crítico de Allmusic Steve Huey concedió al álbum cuatro estrellas y media de un total de cinco, afirmando que "el disco suena como un puente entre el rock teatral actualizado de los años 70 de Mother Love Bone con la seriedad del hard rock de Pearl Jam". David Fricke de Rolling Stone también escribió en retrospectiva que el álbum "se merece la inmortalidad". Los miembros de la banda quedaron contentos con el resultado, ya que servía para su propósito; Cornell pensó que a "Andy le hubiesen gustado mucho" las canciones, y Gossard también dijo que pensaba que Wood estaría realmente "alucinado con todo eso". Poco después del lanzamiento del disco, Soundgarden y Pearl Jam se embarcaron en la grabación de sus respectivos álbumes, por lo que el proyecto de Temple of the Dog vio su fin.
En el verano de 1992, el disco volvió a recibir atención. A pesar de haber sido lanzado hacía un año, A&M Records se percató que tenían en su catálogo lo que esencialmente era una colaboración entre Soundgarden y Pearl Jam, quienes habían ascendido al mainstream en los meses siguientes al lanzamiento de sus respectivos álbumes de estudio, Badmotorfinger y Ten. A&M decidió reeditar el disco y promocionar "Hunger Strike" como sencillo, acompañado de un videoclip. Esta nuevamente adquirida atención permitió que tanto el álbum como el sencillo entraran en las listas del Billboard, dando como resultado unas buenas ventas, estando dentro de la lista de los 100 álbumes más vendidos de 1992. Temple of the Dog acabó vendiendo más de un millón de copias, consiguiendo una certificación de platino por parte de la Recording Industry Association of America (RIAA).
Ament, Cameron, Cornell y McCready volvieron a reunirse bajo el nombre M.A.C.C. para grabar una versión de la canción "Hey Baby (Land of the New Rising Sun)" de Jimi Hendrix para el álbum tributo de 1993 Stone Free: A Tribute to Jimi Hendrix. En una entrevista de 2007 para Ultimate Guitar Archive, Cornell dijo que estaría dispuesto a una reunión de Temple of the Dog, o "alguna colaboración con cualquiera de esos tipos". También reveló que Temple of the Dog fue la razón por la que se unió a Audioslave, ya que la experiencia le hizo "tener la mente abierta" para colaboraciones con músicos de otras bandas.

## Integrantes
- Jeff Ament - Bajo.
- Matt Cameron - Batería.
- Chris Cornell - Banjo, armónica y voz.
- Stone Gossard - Guitarra eléctrica.
- Mike McCready - Guitarra eléctrica.
- Rick Parashar - Órgano, piano y productor.
- Eddie Vedder - Voz de fondo y voz en "Hunger Strike".

## Discografía

### Álbumes de estudio
| Año  | Detalles del álbum                       | Posiciones | Posiciones | Certificaciones (Ventas)                |
| Año  | Detalles del álbum                       | USA        | CAN        | Certificaciones (Ventas)                |
| ---- | ---------------------------------------- | ---------- | ---------- | --------------------------------------- |
| 1991 | Temple of the Dog - Edición: 16 de abril | 5          | 11         | Estados Unidos: Platino Canadá: Platino |

### Sencillos
| Año                                            | Sencillo              | Posiciones | Posiciones | Posiciones | Posiciones | Álbum             |
| Año                                            | Sencillo              | USA Main   | USA Mod    | CAN        | RU         | Álbum             |
| ---------------------------------------------- | --------------------- | ---------- | ---------- | ---------- | ---------- | ----------------- |
| 1991                                           | "Hunger Strike"       | 4          | 7          | 50         | 51         | Temple of the Dog |
| 1991                                           | "Say Hello 2 Heaven"  | 5          | —          | —          | —          | Temple of the Dog |
| 1991                                           | "Pushin Forward Back" | —          | —          | —          | —          | Temple of the Dog |
| "—" denota que el sencillo no entró en listas. |                       |            |            |            |            |                   |